# عباس‌آباد عرب
عباس‌آباد عرب، روستایی است از توابع بخش عطاملک و در شهرستان جوین استان خراسان رضوی ایران.

## جمعیت
این روستا در دهستان حکم‌آباد قرار داشته و بر اساس سرشماری سال ۱۳۸۵ جمعیت آن ۱٬۷۲۵ نفر (۴۲۱ خانوار)
بوده است.